# Fenwick (Ontario)
Pour les articles homonymes, voir Fenwick.
Fenwick est un village de l'Ontario au Canada; c'est un des cinq villages des alentours de la ville de Pelham, au nord-ouest de Welland.
Fenwick a fêté son 160e anniversaire en 2013.